# Elleniche
Le Elleniche (in greco antico: Ἑλληνικά?, letteralmente: "Cose riguardanti la Grecia") sono un'opera storiografica di Senofonte.

## Descrizione
I sette libri delle Elleniche trattano gli avvenimenti della storia greca della fine del V secolo a.C. e dell'inizio del IV, iniziando a narrare dal 411 a.C. e finendo con l'anno 362 a.C.
Il primo libro e parte del secondo concludono la guerra del Peloponneso, da dove era stata interrotta da Tucidide; il resto del libro narra del regime dei Trenta tiranni. Prosegue (libri III-V) descrivendo la guerra di Sparta contro la Persia fino alla pace di Antalcida (386 a.C.). Gli ultimi due libri narrano il declino dell'egemonia spartana e la breve supremazia tebana, conclusasi con la battaglia di Mantinea (362 a.C.).

## La questione senofontea
Alcuni manoscritti recano il titolo di “Aggiunte alla storia di Tucidide”; inoltre, l'inizio dell'opera è privo di proemio ed ha un insolito incipit brusco, che acquista un senso solo se letto dopo la conclusione della Guerra del Peloponneso di Tucidide.
A partire dal secondo libro, invece, lingue, stile ed impostazione sembrano mutare completamente. Alcuni studiosi ritengono quindi che la prima parte sia in realtà opera di Tucidide, e che Senofonte abbia continuato il racconto delle vicende belliche laddove il suo predecessore si era fermato.
Il punto in cui inizierebbe l'opera di Senofonte dovrebbe quindi essere quando gli Ateniesi concludono la pace cogli Spartani (aprile 404 a.C., cioè l'inizio del 3º capitolo del II libro). La questione resta comunque dibattuta.

## Struttura dei libri
1. Guerra del Peloponneso (411-406 a.C.)
2. Fine della guerra e Trenta tiranni (406-401 a.C.)
3. Ostilità tra i Persiani e gli Spartani (399-387 a.C.)
4. Guerra di Corinto (394-387 a.C.)
5. Lotta per il potere tra Sparta e Atene (399-387 a.C.)
6. La vittoria di Tebe sugli Spartani a Leuttra (371-362 a.C.)
7. Fine dell'egemonia di Tebe su Mantinea (362 a.C.)